# Ахмед Касем
Ахмед Касем (швед. Ahmed Qasem, нар. 12 липня 2003, Мутала, Швеція) — шведський футболіст іракського походження, атакувальний півзахисник клубу «Ельфсборг».

## Ігрова кар'єра

### Клубна
Ахмед Касем є вихованцем клубу «Мутала» зі свого рідного міста. Де пройшов шлях від молодіжної до першої команди. У 2019 році у віці 15 - ти років Касем дебютував в основі у Дивізіоні 2. За результатами того сезону «Мутала» виборола підвищення в класі і наступного сезону Касем провів першу гру у Дивізіоні 1. Але в тому ж сезоні «Мутала» посіла останнє місце в турнірі і знову повернулася до Дивізіону 2.
У січні 2021 року Касем підписав контракт з клубом Аллсвенскан «Ельфсборг» і в лютому зіграв першу гру за команду у Кубку Швеції. У регулярному чемпіонаті футболіст дебютував у травні у виїзному матчі проти столичного АІКа.

### Збірна
маючи іракське коріння Ахмед Касем на міжнародному рівні обрав Швеці. У 2020 році у складі юнацької збірної Швеції (U-17) він брав участь у тренувальному зборі в Іспанії.